# دوك الكسندر
دوك الكسندر (بالإنجليزية: Joe Alexander)‏ هو لاعب كرة قدم أمريكية أمريكي، ولد في 1 أبريل 1898 في نيويورك في الولايات المتحدة، وتوفي في 12 سبتمبر 1975 في نيويورك في الولايات المتحدة.

## وصلات خارجية
- دوك الكسندر على موقع مرجع كرة القدم المحترفة.كوم (الإنجليزية)
- دوك الكسندر على موقع JustSportsStats.com (الإنجليزية)
- دوك الكسندر على موقع كلية كرة القدم في سبورتس رفرنس.كوم (الإنجليزية)